# René Adriaenssens
René Adriaenssens (Stabroek, 13 de març de 1921 - Gant, 27 de desembre de 1995) fou un ciclista belga, professional des del 1942 fins al 1955. Va combinar tant el ciclisme en pista com la ruta. Va aconseguir 5 victòries en curses de sis dies.

## Palmarès
- 1945
  -  Campió de Bèlgica en Persecució
- 1946
  -  Campió de Bèlgica en Persecució
- 1947
  -  Campió de Bèlgica en Persecució
- 1948
  - 1r als Sis dies d'Anvers (amb Albert Bruylandt)
- 1950
  - 1r als Sis dies de Múnic (amb Robert Naeye)
- 1951
  - 1r als Sis dies de Gant (amb Albert Bruylandt)
  - 1r als Sis dies de Londres (amb Albert Bruylandt)
  - 1r als Sis dies de París (amb Albert Bruylandt)